# 重遠社
重遠社（じゅうえんしゃ）は、民族派青年組織の一つ。日本学生同盟（略称は日学同）のOBらによって結成された。

## 概要
1966年（昭和41年）11月14日に結成された日本学生同盟（初代委員長齋藤英俊）は、「ヤルタ・ポツダム体制打倒」｢自主憲法制定」「自主防衛体制確立」「北方領土奪還」「全学連打倒」を掲げて大学を中心に活動してきた。
日学同委員長を経験した三浦重周は、大学卒業後も政治局長という立場で学生を指導してきたが、1977年（昭和52年）4月29日には社会人戦線としての重遠社を結成し、自ら代表に就任した。
重遠社の名前の由来は、1945年（昭和20年）8月14日の終戦の詔書の一節｢任重クシテ道遠キ｣にあるという。

## 関連団体
重遠社結成後、更に関連団体として、国防問題研究会（1981年）、新民族主義青年同盟（1986年）、憲法問題研究会（2000年）が次々と結成されている。ただし、三島由紀夫研究会のみは矢野潤らによって重遠社結成前の1971年（昭和46年）につくられ、後に三浦重周が同会の事務局長を務めた。
1995年（平成7年）に重遠社を離脱したグループが、森垣秀介をリーダーに｢超国家主義『民族の意志』同盟」を結成している。「『民族の意志』同盟」には雨宮処凛や元オウム真理教信者も一時参加していた。近年では千葉麗子が参加している。